# Actebia praeceps
Actebia praeceps är en fjärilsart som beskrevs av Ignaz Schiffermüller 1776. Actebia praeceps ingår i släktet Actebia och familjen nattflyn. Inga underarter finns listade i Catalogue of Life.

## Bildgalleri

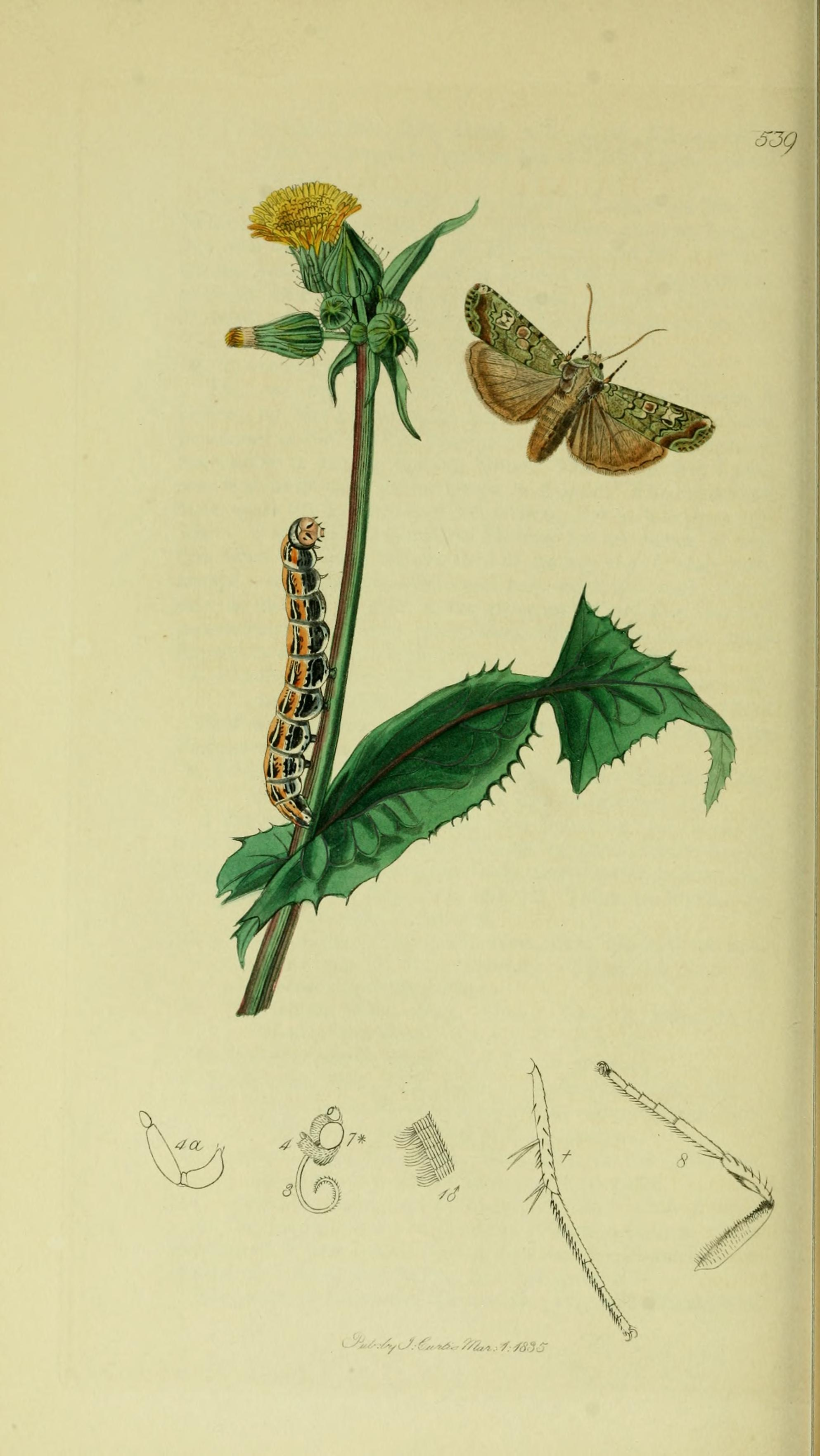